# Campeonato Sudamericano de Fútbol Sub-17
El Campeonato Sudamericano Sub-17 (en portugués: Campeonato Sul-Americano de Futebol Sub-17), estilizado como CONMEBOL Sub17, es un torneo internacional de fútbol de selecciones celebrado desde el año 1985, para jugadores de 17 años o menos, aunque sus primeras 3 ediciones fueron para jugadores sub-16. El torneo se disputa anualmente desde 2025 y clasifica a 7 selecciones sudamericanas a la Copa Mundial Sub-17, que se disputa meses después.

## Formato
Todos los encuentros son jugados en la nación anfitriona, y los diez seleccionados nacionales Sub-17 de la Conmebol participan en cada edición (a menos que alguna asociación se retire). Los equipos son separados en dos grupos de cinco donde juegan todos contra todos una sola vez, es decir, cada selección juega cuatro encuentros. Los tres primeros de cada grupo clasifican al hexagonal final y los 4 primeros del hexagonal clasifican al mundial de la categoría.

## Resultados y estadísticas

### Campeonatos
| Año          | Sede      | Campeón                                    | Subcampeón                                 | Tercero                                    | Cuarto                                     |                                            |
| ------------ | --------- | ------------------------------------------ | ------------------------------------------ | ------------------------------------------ | ------------------------------------------ | ------------------------------------------ |
| 1985 Detalle | Argentina | Argentina                                  | Brasil                                     | Ecuador                                    | Chile                                      |                                            |
| 1986 Detalle | Perú      | Bolivia                                    | Brasil                                     | Ecuador                                    | Argentina                                  |                                            |
| 1988 Detalle | Ecuador   | Brasil                                     | Argentina                                  | Colombia                                   | Paraguay                                   |                                            |
| 1991 Detalle | Paraguay  | Brasil                                     | Uruguay                                    | Argentina                                  | Chile                                      |                                            |
| 1993 Detalle | Colombia  | Colombia                                   | Chile                                      | Argentina                                  | Brasil                                     |                                            |
| 1995 Detalle | Perú      | Brasil                                     | Argentina                                  | Uruguay                                    | Chile                                      |                                            |
| 1997 Detalle | Paraguay  | Brasil                                     | Argentina                                  | Chile                                      | Paraguay                                   |                                            |
| 1999 Detalle | Uruguay   | Brasil                                     | Paraguay                                   | Uruguay                                    | Argentina                                  |                                            |
| 2001 Detalle | Perú      | Brasil                                     | Argentina                                  | Paraguay                                   | Venezuela                                  |                                            |
| 2003 Detalle | Bolivia   | Argentina                                  | Brasil                                     | Colombia                                   | Uruguay                                    |                                            |
| 2005 Detalle | Venezuela | Brasil                                     | Uruguay                                    | Ecuador                                    | Colombia                                   |                                            |
| 2007 Detalle | Ecuador   | Brasil                                     | Colombia                                   | Argentina                                  | Perú                                       |                                            |
| 2009 Detalle | Chile     | Brasil                                     | Argentina                                  | Uruguay                                    | Colombia                                   |                                            |
| 2011 Detalle | Ecuador   | Brasil                                     | Uruguay                                    | Argentina                                  | Ecuador                                    |                                            |
| 2013 Detalle | Argentina | Argentina                                  | Venezuela                                  | Brasil                                     | Uruguay                                    |                                            |
| 2015 Detalle | Paraguay  | Brasil                                     | Argentina                                  | Ecuador                                    | Paraguay                                   |                                            |
| 2017 Detalle | Chile     | Brasil                                     | Chile                                      | Paraguay                                   | Colombia                                   |                                            |
| 2019 Detalle | Perú      | Argentina                                  | Chile                                      | Paraguay                                   | Ecuador                                    |                                            |
| 2021 Detalle | Ecuador   | Cancelado debido a la pandemia de COVID-19 | Cancelado debido a la pandemia de COVID-19 | Cancelado debido a la pandemia de COVID-19 | Cancelado debido a la pandemia de COVID-19 | Cancelado debido a la pandemia de COVID-19 |
| 2023 Detalle | Ecuador   | Brasil                                     | Ecuador                                    | Argentina                                  | Venezuela                                  |                                            |
| 2025 Detalle | Colombia  | Brasil                                     | Colombia                                   | Venezuela                                  | Chile                                      |                                            |

### Palmarés
| Núm. | País      | Oro | Plata | Bronce | Total |
| ---- | --------- | --- | ----- | ------ | ----- |
| 1.º  | Brasil    | 14  | 3     | 1      | 18    |
| 2.º  | Argentina | 4   | 6     | 5      | 15    |
| 3.º  | Colombia  | 1   | 2     | 2      | 5     |
| 4.º  | Bolivia   | 1   | 0     | 0      | 1     |
| 5.º  | Uruguay   | 0   | 3     | 3      | 6     |
| 6.º  | Chile     | 0   | 3     | 1      | 4     |
| 7.º  | Ecuador   | 0   | 1     | 4      | 5     |
| 8.º  | Paraguay  | 0   | 1     | 3      | 4     |
| 9.º  | Venezuela | 0   | 1     | 1      | 2     |
| 10.º | Perú      | 0   | 0     | 0      | 0     |

### Tabla histórica
Actualizado a la Edición 2025 los resultados aún no son definitivos.
| Pos. | Equipo    | Part. | Pts. | PJ  | PG | PE | PP | GF  | GC  | Dif  |
| ---- | --------- | ----- | ---- | --- | -- | -- | -- | --- | --- | ---- |
| 1    | Brasil    | 20    | 330  | 146 | 99 | 33 | 14 | 352 | 136 | 216  |
| 2    | Argentina | 20    | 262  | 142 | 76 | 34 | 32 | 266 | 141 | 125  |
| 3    | Uruguay   | 20    | 188  | 120 | 54 | 26 | 42 | 211 | 147 | 64   |
| 4    | Colombia  | 19    | 171  | 121 | 46 | 33 | 42 | 166 | 150 | 16   |
| 5    | Paraguay  | 20    | 163  | 119 | 44 | 31 | 44 | 184 | 185 | -1   |
| 6    | Ecuador   | 19    | 150  | 121 | 40 | 30 | 51 | 169 | 184 | -15  |
| 7    | Chile     | 20    | 131  | 113 | 35 | 26 | 52 | 154 | 181 | -27  |
| 8    | Venezuela | 19    | 90   | 108 | 21 | 27 | 60 | 106 | 233 | -127 |
| 9    | Perú      | 20    | 80   | 103 | 20 | 20 | 63 | 101 | 194 | -93  |
| 10   | Bolivia   | 20    | 69   | 92  | 19 | 12 | 61 | 89  | 246 | -157 |

- Nota: Pese a que la FIFA otorga 3 puntos por victoria a partir del Mundial de 1994, para calcular las unidades de esta tabla, se dan 3 puntos por partido ganado desde el Sudamericano Sub-17 de 1985.

### Finales más repetidas
| Final                 |   |
| --------------------- | - |
| Brasil - Argentina    | 8 |
| Brasil - Uruguay      | 3 |
| Brasil - Colombia     | 2 |
| Bolivia - Brasil      | 1 |
| Colombia - Chile      | 1 |
| Argentina - Venezuela | 1 |
| Brasil - Paraguay     | 1 |

## Selecciones de la Conmebol participantes en la Copa Mundial de Fútbol sub-17
| País      | Part. | Mundiales |
| --------- | ----- | --- |
| Brasil    | 19    | 1985, 1987, 1989, 1991, 1995, 1997, 1999, 2001, 2003, 2005, 2007, 2009, 2011, 2013, 2015, 2017, 2019, 2023, 2025. |
| Argentina | 16    | 1985, 1989, 1991, 1993, 1995, 1997, 2001, 2003, 2007, 2009, 2011, 2013, 2015, 2019, 2023, 2025.                   |
| Colombia  | 7     | 1989, 1993, 2003, 2007, 2009, 2017, 2025.                                                                         |
| Uruguay   | 6     | 1991, 1999, 2005, 2009, 2011, 2013.                                                                               |
| Ecuador   | 6     | 1987, 1995, 2011, 2015, 2019, 2023.                                                                               |
| Chile     | 6     | 1993, 1997, 2015, 2017, 2019, 2025.                                                                               |
| Paraguay  | 6     | 1999, 2001, 2015, 2017, 2019, 2025.                                                                               |
| Bolivia   | 3     | 1985, 1987, 2025.                                                                                                 |
| Venezuela | 3     | 2013, 2023, 2025.                                                                                                 |
| Perú      | 2     | 2005, 2007. |

En cursiva los campeonatos en donde la selección organizó el torneo. En negrita los torneos donde la selección se coronó campeona.

## Mejores participaciones de selecciones de la Conmebol en la Copa Mundial de Fútbol sub-17
| Copa Mundial de Fútbol Sub-17 | Copa Mundial de Fútbol Sub-17  | Copa Mundial de Fútbol Sub-17 | Copa Mundial de Fútbol Sub-17 | Copa Mundial de Fútbol Sub-17 | Copa Mundial de Fútbol Sub-17 |
| Año                           | Equipos Conmebol participantes | Mejor posicionado             | Puesto                        | Máximo goleador Conmebol      | Goles                         |
| ----------------------------- | ------------------------------ | ----------------------------- | ----------------------------- | ----------------------------- | ----------------------------- |
| 1985                          | 3                              | Brasil                        | 3º                            | William                       | 5                             |
| 1987                          | 3                              | Ecuador                       | 12º                           | Cristaldo                     | 2                             |
| 1989                          | 3                              | Brasil                        | 6º                            | Márcio y Roberto Carlos       | 2                             |
| 1991                          | 3                              | Argentina                     | 3º                            | Adriano                       | 4                             |
| 1993                          | 3                              | Chile                         | 3º                            | Neira                         | 5                             |
| 1995                          | 3                              | Brasil                        | 2º                            | Gatti                         | 4                             |
| 1997                          | 3                              | Brasil                        | 1º                            | Fábio Pinto                   | 4                             |
| 1999                          | 3                              | Brasil                        | 1º                            | Leonardo                      | 4                             |
| 2001                          | 3                              | Argentina                     | 4º                            | Maxi López                    | 3                             |
| 2003                          | 3                              | Brasil                        | 1º                            | Hidalgo                       | 5                             |
| 2005                          | 3                              | Brasil                        | 2º                            | Igor                          | 4                             |
| 2007                          | 4                              | Argentina                     | 6º                            | Nazarit                       | 3                             |
| 2009                          | 4                              | Colombia                      | 4º                            | Gallegos                      | 5                             |
| 2011                          | 4                              | Uruguay                       | 2º                            | Adryan                        | 5                             |
| 2013                          | 4                              | Argentina                     | 4º                            | Nathan                        | 5                             |
| 2015                          | 5                              | Ecuador                       | 5º                            | 6 jugadores                   | 2                             |
| 2017                          | 4                              | Brasil                        | 3º                            | 4 jugadores                   | 3                             |
| 2019                          | 5                              | Brasil                        | 1º                            | Kaio Jorge                    | 5                             |
| 2023                          | 4                              | Argentina                     | 4º                            | Agustín Ruberto               | 8                             |

### Palmarés Selecciones Sudamericanas en la Copa Mundial de Fútbol sub-17
| Selección | Campeón                    | Subcampeón     | Tercer lugar         | Cuarto lugar         |
| --------- | -------------------------- | -------------- | -------------------- | -------------------- |
|           |                            |                |                      |                      |
| Brasil    | 4 (1997, 1999, 2003, 2019) | 2 (1995, 2005) | 2 (1985, 2017)       | 1 (2011)             |
| Uruguay   |                            | 1 (2011)       |                      |                      |
| Argentina |                            |                | 3 (1991, 1995, 2003) | 3 (2001, 2013, 2023) |
|           |                            |                |                      |                      |
| Chile     |                            |                | 1 (1993)             |                      |
| Colombia  |                            |                |                      | 2 (2003, 2009)       |
|           |                            |                |                      |                      |